# 文晧
文晧（1460年—？），字孔暘，山西平陽府絳州垣曲縣人，軍籍，明朝政治人物。

## 生平
山西鄉試第九名舉人。弘治九年（1496年）中式丙辰科會試第二百四十九名，三甲第七十五名進士。

## 家族
曾祖文智；祖父文普昇；父文秀，母張氏。具庆下。兄閏、昌。